# 山下慶一郎
山下 慶一郎（やました けいいちろう、1959年（昭和34年）12月10日 - ）は、日本の政治家。元熊本県荒尾市長（1期）。

## 来歴
熊本県熊本市出身。熊本学園大学付属高等学校卒業。1982年（昭和57年）3月、明治大学法学部法律学科卒業。同年4月、熊本県庁に入庁。2005年（平成17年）4月、水俣病公式確認50年事業実行委員会事務局長に就任。2010年（平成22年）4月、荒尾市副市長に就任。2012年（平成24年）4月、熊本県庁エネルギー政策課長に就任。
2014年（平成26年）12月の荒尾市長選挙で初当選。2015年（平成27年）1月18日、市長就任。
2016年（平成28年）2月3日、荒尾市議選の当選者全員に鉢植えを贈ったり、自身の市長選直前に新嘗祭が開かれた市内の神社10箇所に日本酒を贈ったりしたとして、公職選挙法（寄付の禁止）違反の疑いで、熊本県警に書類送検された。
同じ年12月14日、市民病院移転などを巡り市議会との対立が続いていることを理由に、市議会に辞職願を提出し、同月19日に受理され辞職した。出直し市長選に立候補する意向を示している。山下市長は、前市長の市民病院移転計画な見直しを訴えて初当選を果たしており、反発する市議会が副市長人事案の否決を繰り返すなど、対立が続いていた。市が新たに決めた病院移転候補地も市都市計画審議会から「計画が不透明」として否決され、計画は行き詰まっていた。
2017年（平成29年）の出直し選挙に打って出るも落選。

## 市長選の結果
2014年荒尾市長選挙
2014年（平成26年）12月21日執行。現職の前畑淳治を破り初当選。
※当日有権者数：44,628人 最終投票率：49.21%（前回比：pts）
| 候補者名   | 年齢 | 所属党派 | 新旧別 | 得票数   | 得票率 | 推薦・支持         |
| ---------- | ---- | -------- | ------ | -------- | ------ | ------------------ |
| 山下慶一郎 | 55   | 無所属   | 新     | 12,116票 | 55.47% |                    |
| 前畑淳治   | 69   | 無所属   | 現     | 9,725票  | 44.53% | （推薦）自由民主党 |

2017年荒尾市長選挙
2017年（平成29年）2月5日執行。元市職員の浅田敏彦に敗れ落選。
※当日有権者数：44,948人 最終投票率：56.62%（前回比：+7.41pts）
| 候補者名   | 年齢 | 所属党派 | 新旧別 | 得票数   | 得票率 | 推薦・支持 |
| ---------- | ---- | -------- | ------ | -------- | ------ | ---------- |
| 浅田敏彦   | 56   | 無所属   | 新     | 13,309票 | 52.77% |            |
| 山下慶一郎 | 57   | 無所属   | 元     | 11,911票 | 47.23% |            |